# Усть-Карське міське поселення
Усть-Ка́рське міське поселення (рос. Усть-Карское городское поселение) — міське поселення у складі Стрітенського району Забайкальського краю Росії.
Адміністративний центр та єдиний населений пункт — селище міського типу Усть-Карськ.

## Населення
Населення міського поселення становить 1651 особа (2019; 1899 у 2010, 2035 у 2002).